# Hortobágy (tájegység)
A Hortobágy Magyarország egyik kistája, a Közép-Tisza-vidék része. Területe 1700 km². Egyes részei közigazgatásilag Hajdú-Bihar, Szabolcs-Szatmár-Bereg, valamint Jász-Nagykun-Szolnok vármegyéhez tartoznak. A gyéren lakott vidék nagy része nemzeti park. A hortobágyi puszta és a hozzá társított alföldi pásztor- és betyárromantika az ország egyik idegenforgalmi vonzereje.

## Földrajza

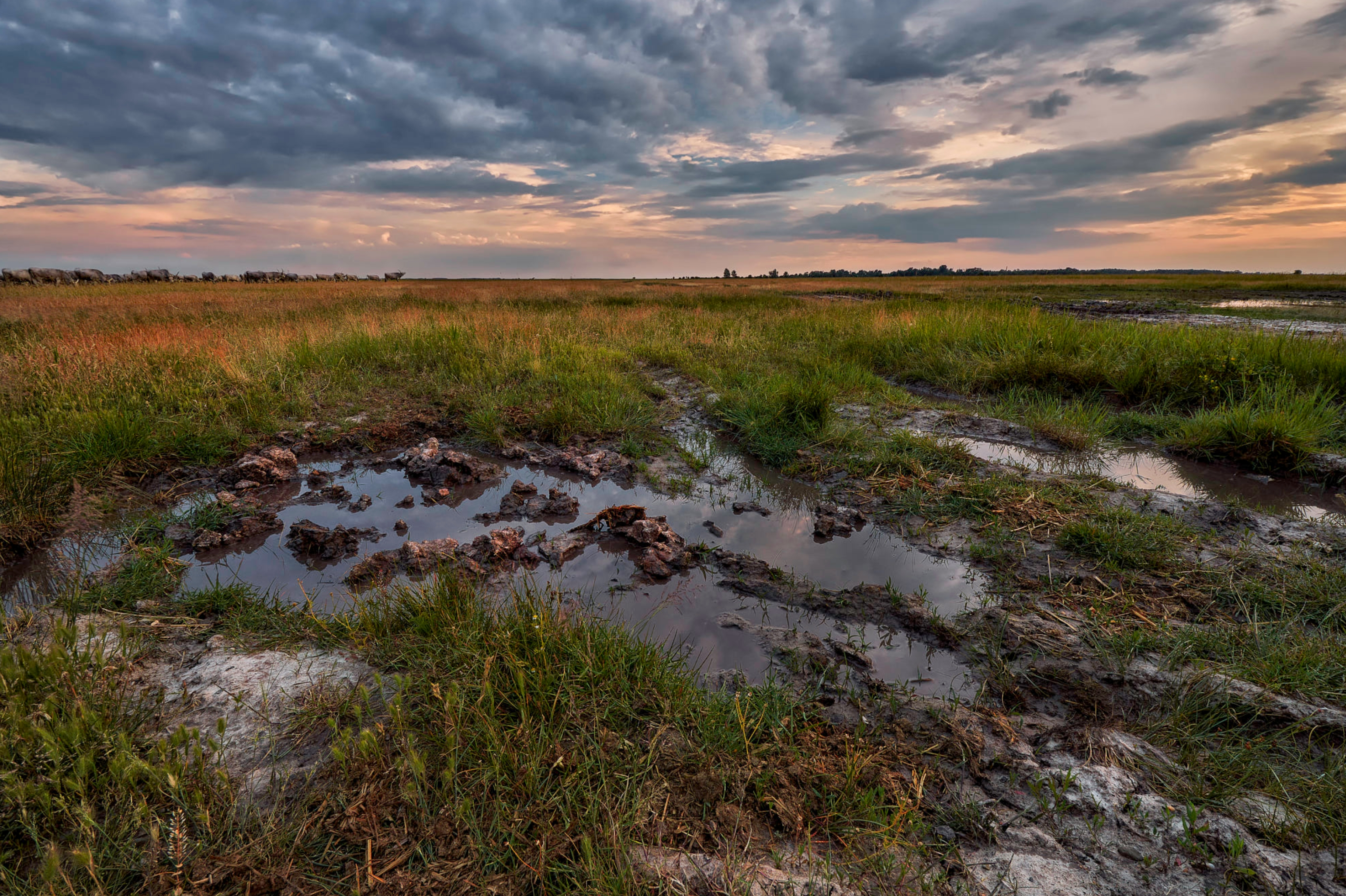
Hortobágy, legelésző gulyával

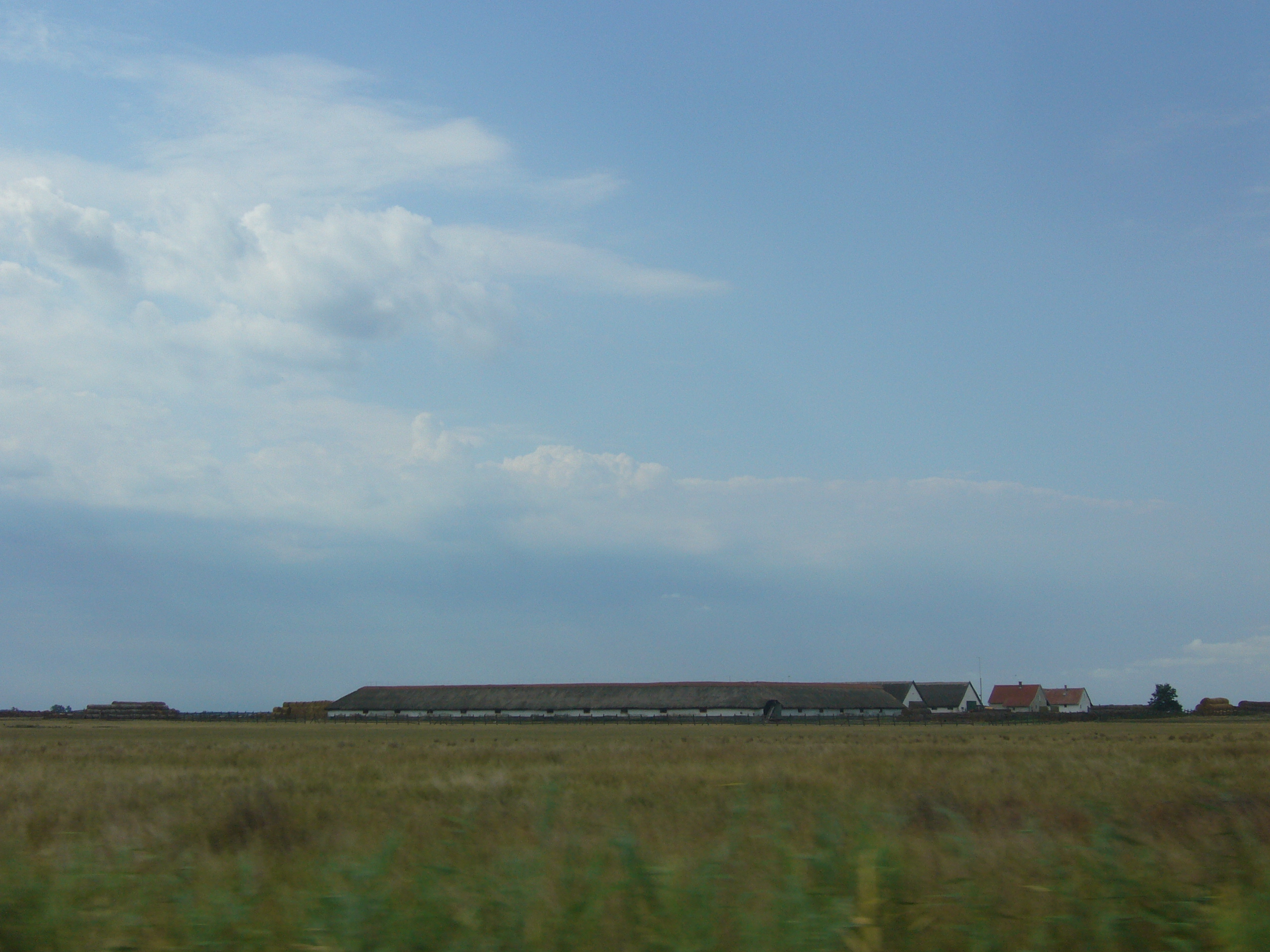
Hodály a hortobágyi puszta közepén

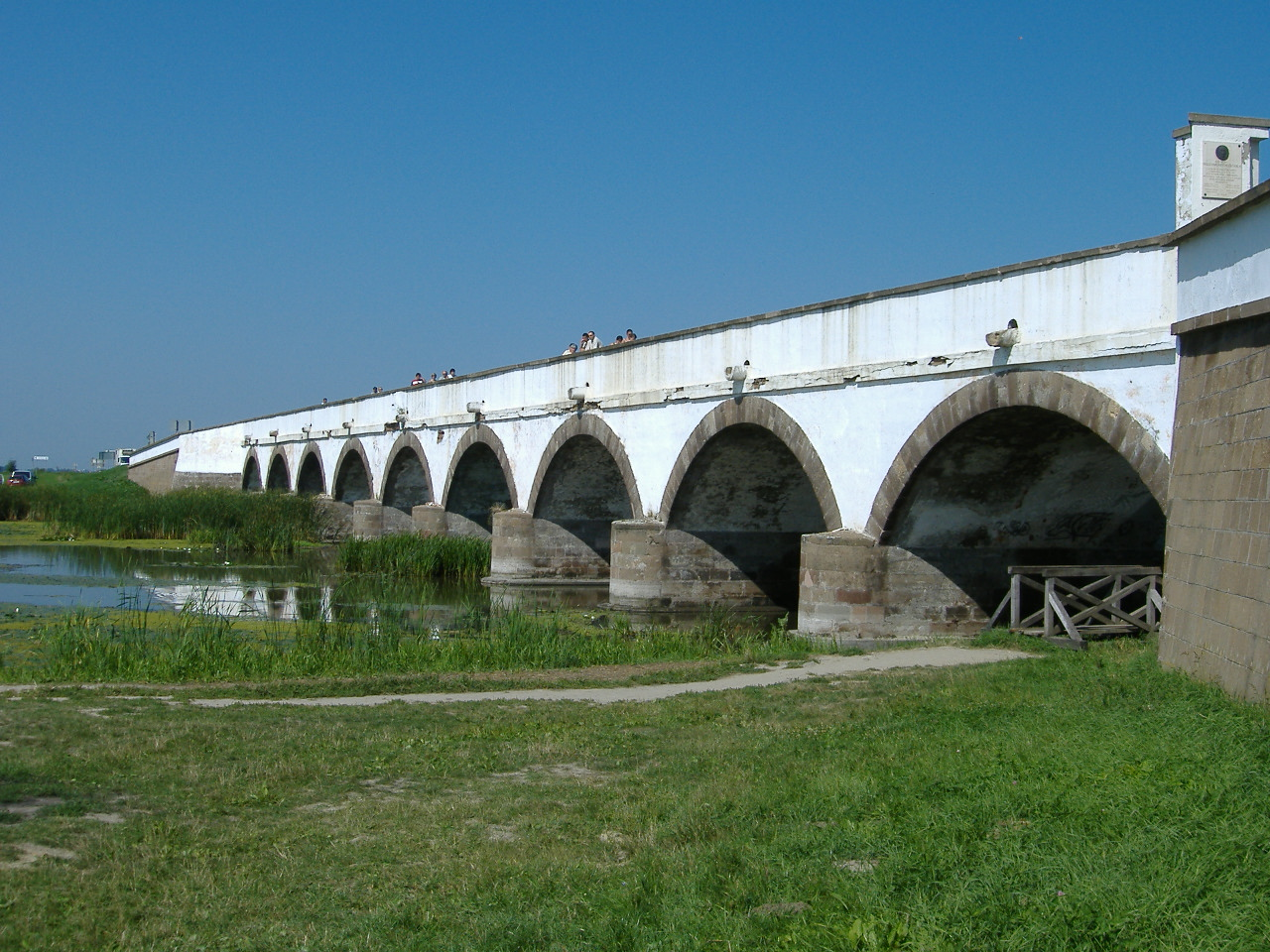
A hortobágyi Kilenclyukú híd

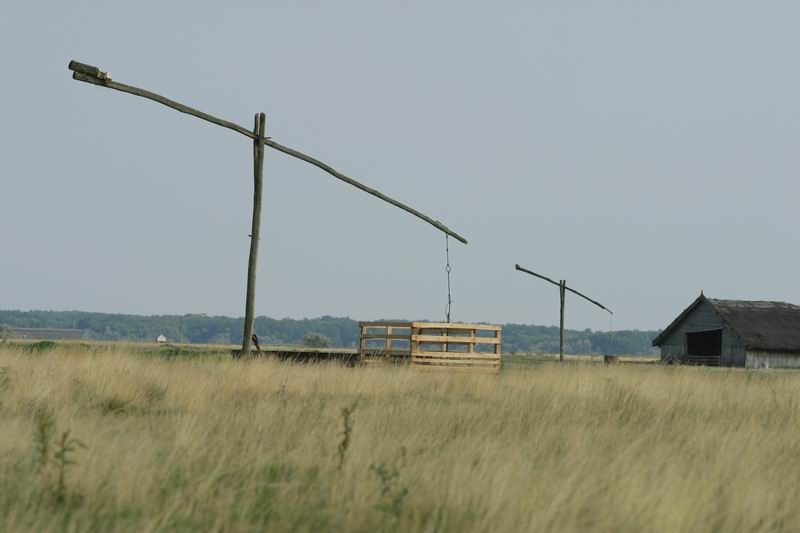
Gémeskutak

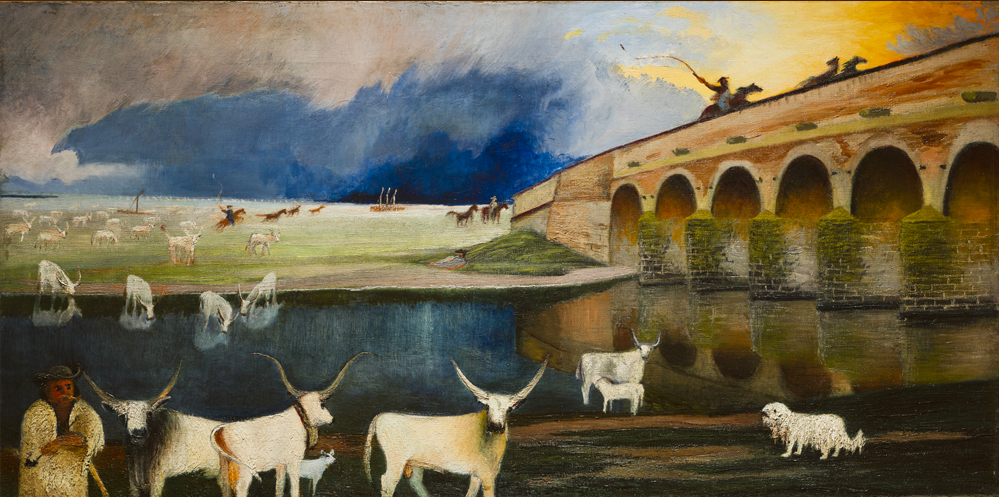
Csontváry Kosztka Tivadar: Vihar a Hortobágyon (1903)

A kistáj a Hajdúság és a Tisza folyó között terül el.

### Domborzata
A Tisza és mellékfolyóinak munkája feltűnően kiegyenlített, tökéletes sík felszínt eredményezett, aminek tengerszint feletti magassága 87–110 m (átlag 92 m). A síkság egyhangúságát:
- eokalikus buckavonulatok,
- kunhalmok,
- elhagyott folyómedrek, morotvák, folyóhátak

törik meg.
A makroformák mellett kiemelkedő a domborzat sziki mikroformáinak változatossága – a felszínt:
- szikerek,
- szikpadkák,
- laposok

tagolják, bár ezek a szintkülönbségek gyakran csak néhány centiméteresek.

### Vízrajza
A korábban időszakosan igen vizenyős terület a folyószabályozások óta Magyarország legszárazabb régiói közé tartozik. 

## Földtani felépítése
A jelenlegi térszín alatt mintegy 1100–2000 méter mélyen, a Kárpát-medence aljzatában északkelet–délnyugat csapású pásztákban késő kréta, illetve harmadkori képződmények települnek. A medence aljzata a Hajdúszoboszló–Hajdúböszörmény vonaltól a Jászsági-medence felé lejt.
A medencét zömmel pannóniai korú üledékek töltötték fel; az alsó pannóniai rétegek (főleg márgák) a medence belsejében, a felső pannóniaiak részben már a feltöltődő medence peremén rakódtak le.
A jégkorszakban a Tisza eleinte az Ér–Berettyó vonalon folyt, a Hortobágy pedig zömmel a Sajó–Hernád hordalékkúpjának része volt. Az Ős-Sajó üledéksora a területen mintegy 200 m vastag; anyaga főleg homok; a folyóvízi üledékekhez kimutatható mennyiségű, eolikusnak tartott kőzetliszt keveredik. A Tisza 15–20 ezer éve, az utolsó nagy eljegesedés (würm) előtt, a Jászsági-medence besüllyedésének eredményeként foglalta el nagyjából jelenlegi helyét, lefejezve korábbi, zömmel észak–dél irányú, kisebb mellékvölgyeit. Ezek maradványai máig követhetők, bár a domborzat egyenetlenségeit a pleisztocén végén lerakódott agyagos lösz részben elfedte.
Az alacsonyabb helyzetű területeket a holocén időszakban rendszeresen elöntötte a Tisza, és ezeken a részeken 2–3 m vastag finomszemű (agyag–iszap) ártéri üledéket halmozott föl.

## Éghajlata
Éghajlata mérsékelten meleg, száraz. A csapadékszegénység nyári napbőséggel, nagy hőmennyiséggel párosul. Az évi átlagos középhőmérséklet 9,8–9,9 °C, a tenyészidőszaké 17 °C. Viszonylag sok (20-25) a hőségnap. A hazai mércével szélsőségesen kontinentálisnak számító éghajlat fő jellemzője a nagy évi átlagos hőingás (Tiszaörs 24,6 °C, Karcag 24,1 °C). Ez elsősorban a viszonylag zord teleknek köszönhető (a januári középhőmérséklet Tiszaörsön -3,1 °C, Karcagon -2,2 °C). Az éjszakai fagyok korán köszöntenek be, a tengerszint feletti magassághoz viszonyítva sok (120–130) a fagyos nap. Sok (40–46) a ködös nap is, az átlagos felhőborítás viszont az országos átlagnál alacsonyabb, és így az évi napfénytartam kicsivel meghaladja a 2000 órát.
A Hortobágy még hazai viszonylatban is kimondottan száraz vidék: az éves csapadék 520–550 mm. A csapadék eloszlása igen egyenlőtlen: a nyári időszakban rendszeres és jelentős a csapadékhiány. A Hortobágy tavasszal és ősszel áthatolhatatlan sártengerré, nyáron száraz pusztasággá válik. A nyári szárazságok idején a pusztán semmi sem állja útját a nagy szeleknek. A gyakori forgószelek (trombák) magasra felkavarják a puszta szikes porát. A Hortobágy éghajlatának sokat emlegetett jellemvonása a csapadék és a hőmérséklet járásának szeszélyessége.

## Élővilága

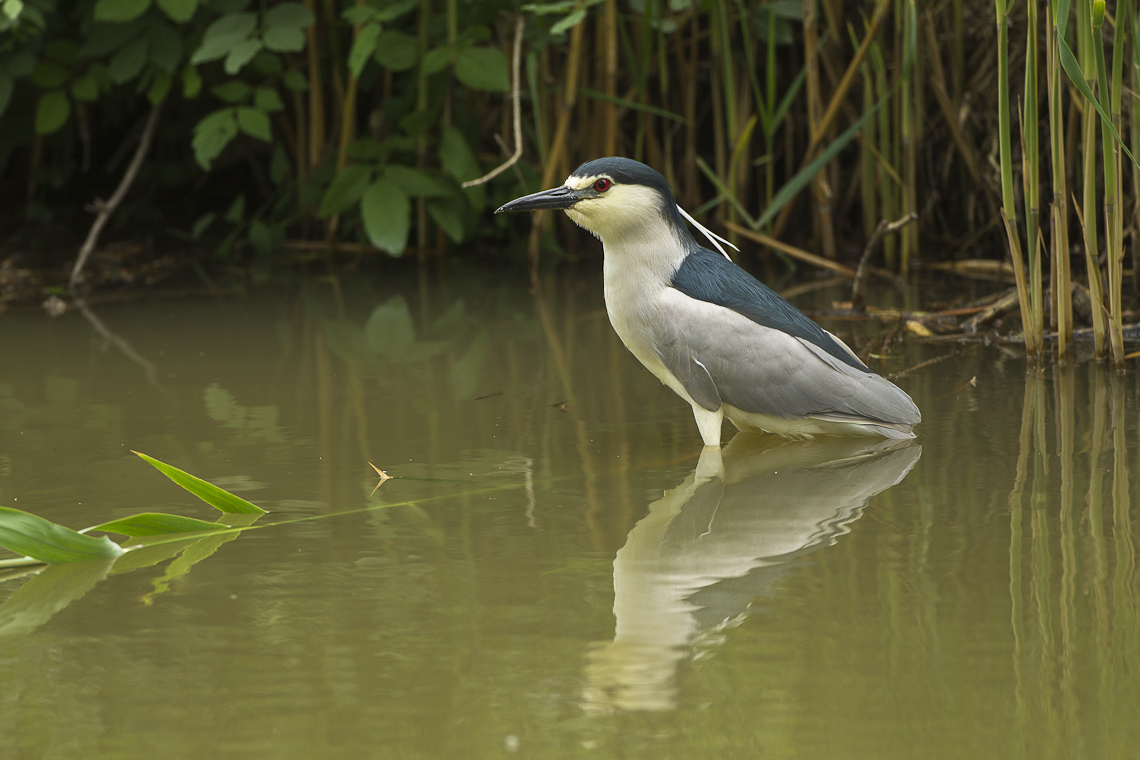
Bakcsó a nád tövénél

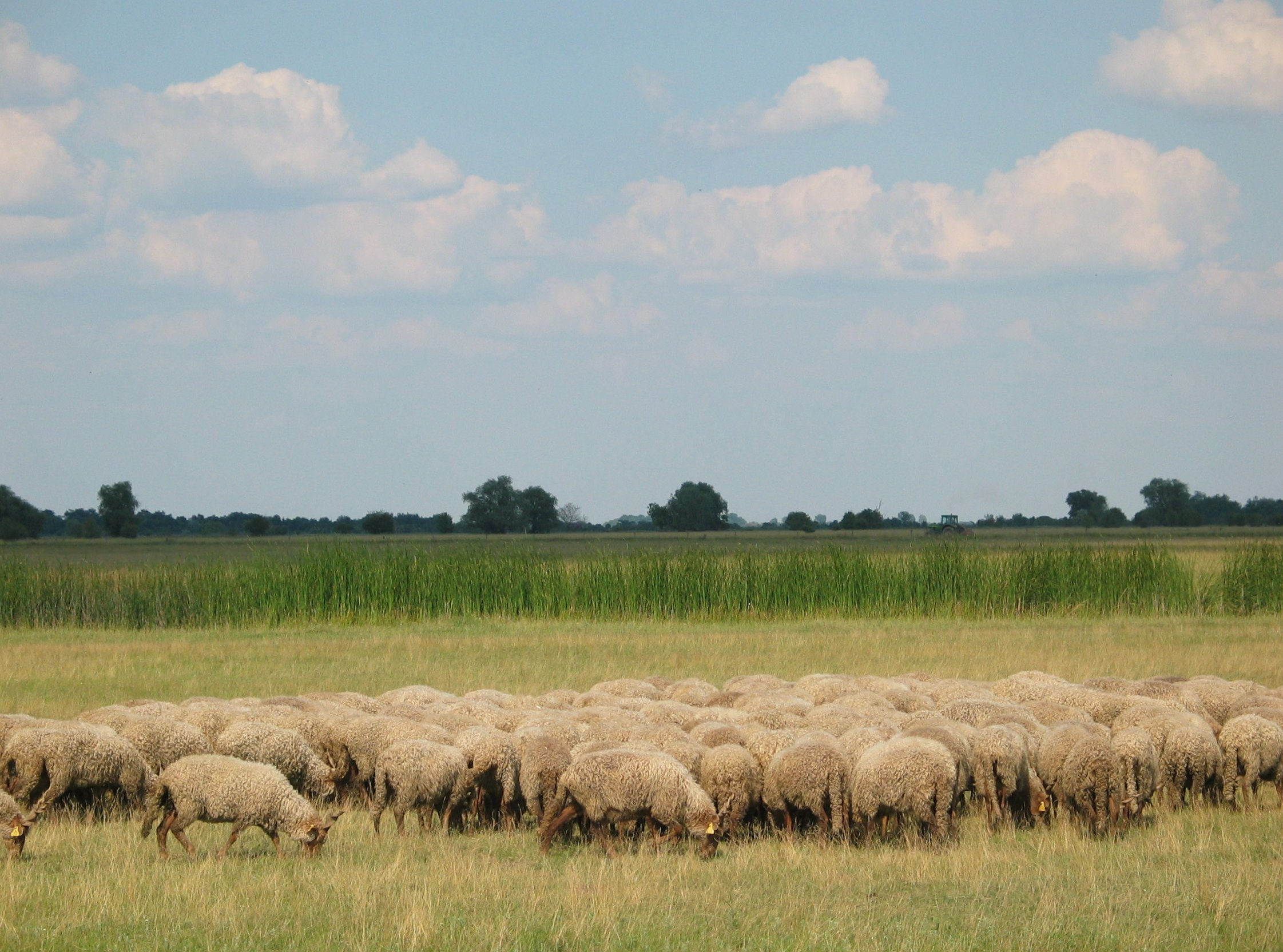
Rackajuhok

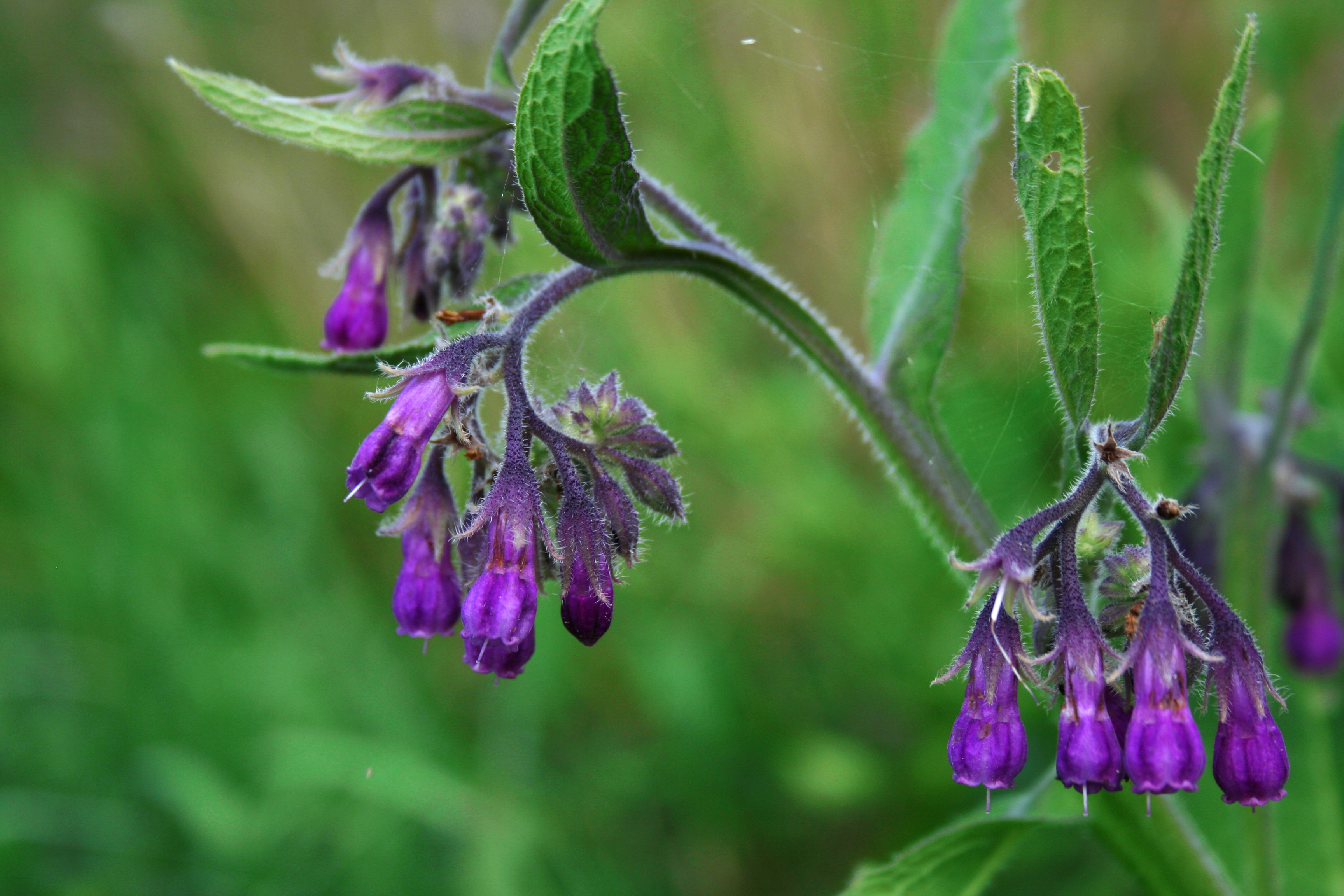
Fekete nadálytő

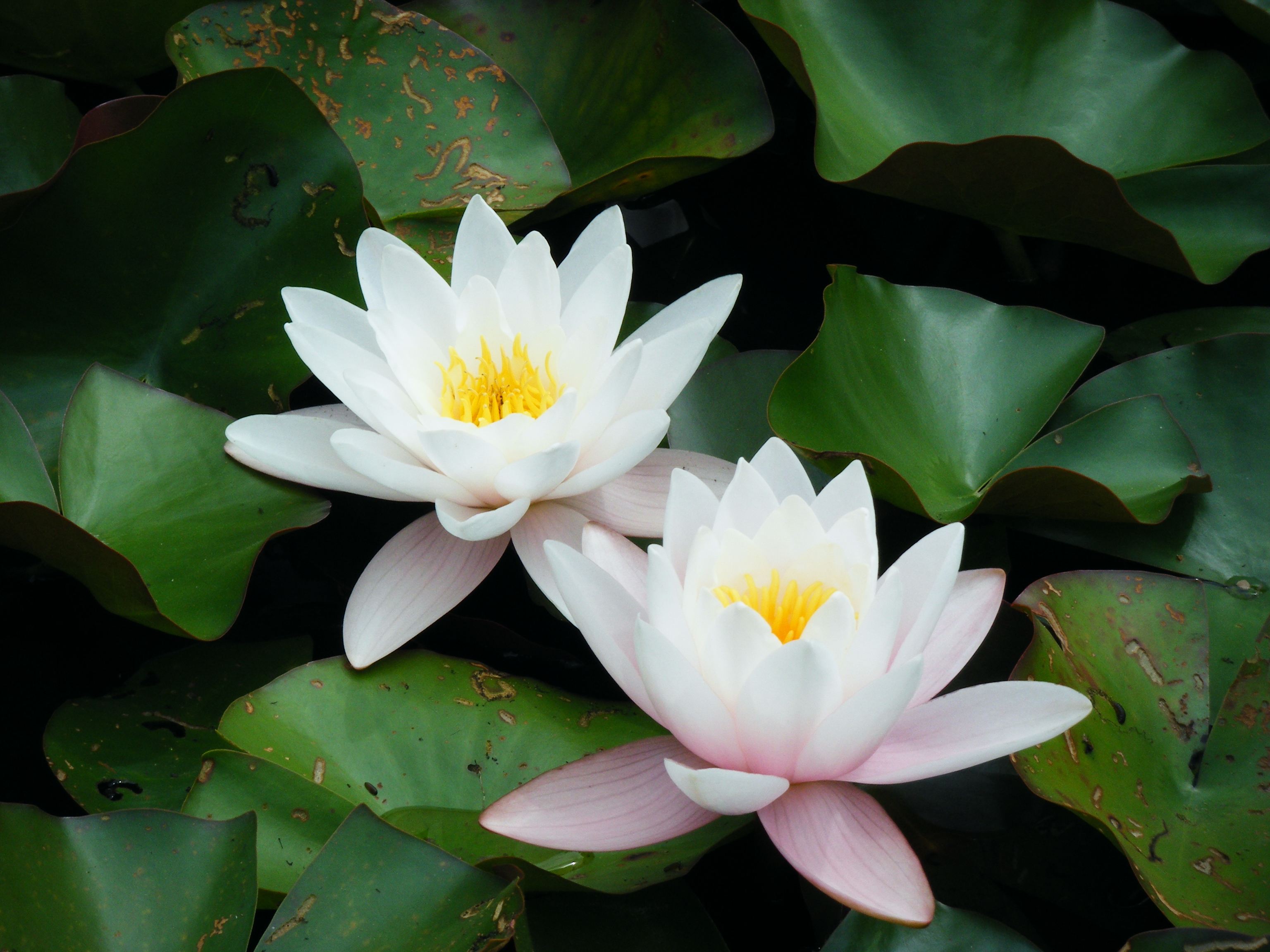
Fehér tündérrózsa

### Állatvilág
A Hortobágy leghíresebb fajai a szürkemarha, rackajuh, mangalica sertés és a nóniusz ló. De a terület színes madárvilága is egyedülálló, eddig 342 madárfaj előfordulását regisztrálták itt, ezek közül 152 fészkel is a területen.
- A területen szép számban él a hamvas rétihéja, az ugartyúk, a réti fülesbagoly és a szalakóta. A védelemnek köszönhetően ritka ragadozó madarak választják költőhelyül e nyugalmas vidéket. Költ itt réti és parlagi sas, valamint kerecsensólyom is. A nyílt, legeltetett pusztai területeken ürgetelepek találhatók. Az egyre fogyatkozó, védett rágcsáló a parlagi sas és a kerecsensólyom legfőbb tápláléka.
- A szikes puszták kiemelkedő és különleges természeti értéke a világszerte veszélyeztetett túzok (Otis tarda).
- A 20. század elejéig a daru (Grus grus) a Kárpát-medenceben fészkelő faj volt. Ma már csak a tavaszi és az őszi vonuláskor találkozhatunk velük. Ősszel a Kárpát-medencén át vonuló darvak 95 százaléka a Hortobágy felé veszi az irányt, ahol hosszú időre megpihennek, és csak az első hó vagy a fagy beálltával kelnek ismét útra.

### Növényvilág
Annak ellenére, hogy a Hortobágy nem klimatikus sztyepp, sajátos vízháztartása miatt nagy részét mégis gyeptársulások borítják.
A hortobágyi növényvilágot a tündérrózsa, a boglárka, a vízi rucaöröm és a békatutaj színesíti. A száraz pusztát a sziki őszirózsa és a sóvirág díszíti.

#### Löszpusztagyepek
A zömmel kőzetliszttel borított, lapos hátakon és a kunhalmokon (Szálka-halom, Csípő-halom stb.) löszpusztagyepek maradványait találjuk.
Ebben a fajgazdag társulásban tömegesen fordul elő: pusztai csenkesz, deres tarackbúza, kunkorgó árvalányhaj (helyenként). Gyakoriak a különböző zsályafajok, mint például a ligeti zsálya, osztrák zsálya és réti zsálya. További, társulásalkotó fajok még a taréjos tarackbúza, közönséges borkóró. Ritka és értékes növényei között van számon tartva a macskahere és a magyar szegfű.

#### Szikes puszták
Az elszikesedő talajon só- és szárazságtűrő növények élnek, jellemzően szolonyec talajon. A szikes rétek jellegzetes növényei a sziki őszirózsa, a sziki kocsord. A szikes puszták fennmaradásának egyik biztosítéka a legelő állatok rendszeres rágása, tiprása.
A talaj humusztartalmának csökkenésével a löszpusztagyepet felváltja a füves szikes puszta, ennek főbb társulásalkotó növényei a pusztai cickafark, veresnadrág csenkesz, villás boglárka.
A gyengébb minőségű szikes talajokon ürmös szikes puszta alakul ki, fontosabb növényei a veresnadrág csenkesz, sziki üröm, magyar sóvirág és sziki csenkesz.

#### Kopár szikesek
A kopár szikeseken (azok vízborítottságától függően) két fontosabb növénytársulás váltakozik:
- A vízállásos szikes laposokon, szolonyec talajon mézpázsitos szikfokvegetáció (Puccinellietum limosae) alakul ki. Talajszelvényéből a humuszos A szint hiányzik; a sók a felszínen halmozódnak fel. A nagy sótartalmat csak kevés faj bírja ki; jellemzően: sziki mézpázsit, mocsári csetkáka, sziki szittyó, sziki útifű, kígyófark, pozsgás zsázsa, egérfarkfű, sziki kerep, vékony útifű, orvosi székfű (kamilla).
- A szikerecskék völgyeiben, a szélsőségesen sós talajon „vakszik” alakul ki, és ezen csak a bárányparéj él meg.

#### Szikes mocsár és környéke
A pusztarész legmélyebb részén terül el a Fecske-rét szikes mocsara. A nyíltvizű mocsártól kifelé haladva az alábbi társulások követik egymást: nádas, gyékényes, sziki nádas, sziki kákás, hernyópázsitos sziki rét (gyengébb minőségű talajon) és ecsetpázsitos sziki rét (jobb talajon).

#### Sziki tölgyesek
A sziki tölgyesek maradványa a puszta peremen az ohati erdő és az újszentmargitai Tilalmas erdő. Tavasszal a törpe mandula, a tavaszi csillagvirág és az odvas keltike díszítik az erdőt. Később nyílik a fátyolos nőszirom és a magyar zergevirág.

#### Árterek
Az ártereken él az idős fák árnyékában a szegfűbogyó és a sövényszulák, a süntök. A holtágakban fordul elő a védett csomorika, fehér tündérrózsa és vízitök. A mocsaras, vizenyős részeken zsombéksás, mocsári gólyahír, mocsári nőszirom, a mélyebb vizekben nád, sulyom, rence, kolokán, tündérfátyol él.
Az erdők között megbúvó réteken tavasszal a fekete nadálytő, a sárga nőszirom, a réti iszalag virágai, nyár végén a Tisza-parti margitvirágok virítanak.

## Történelme

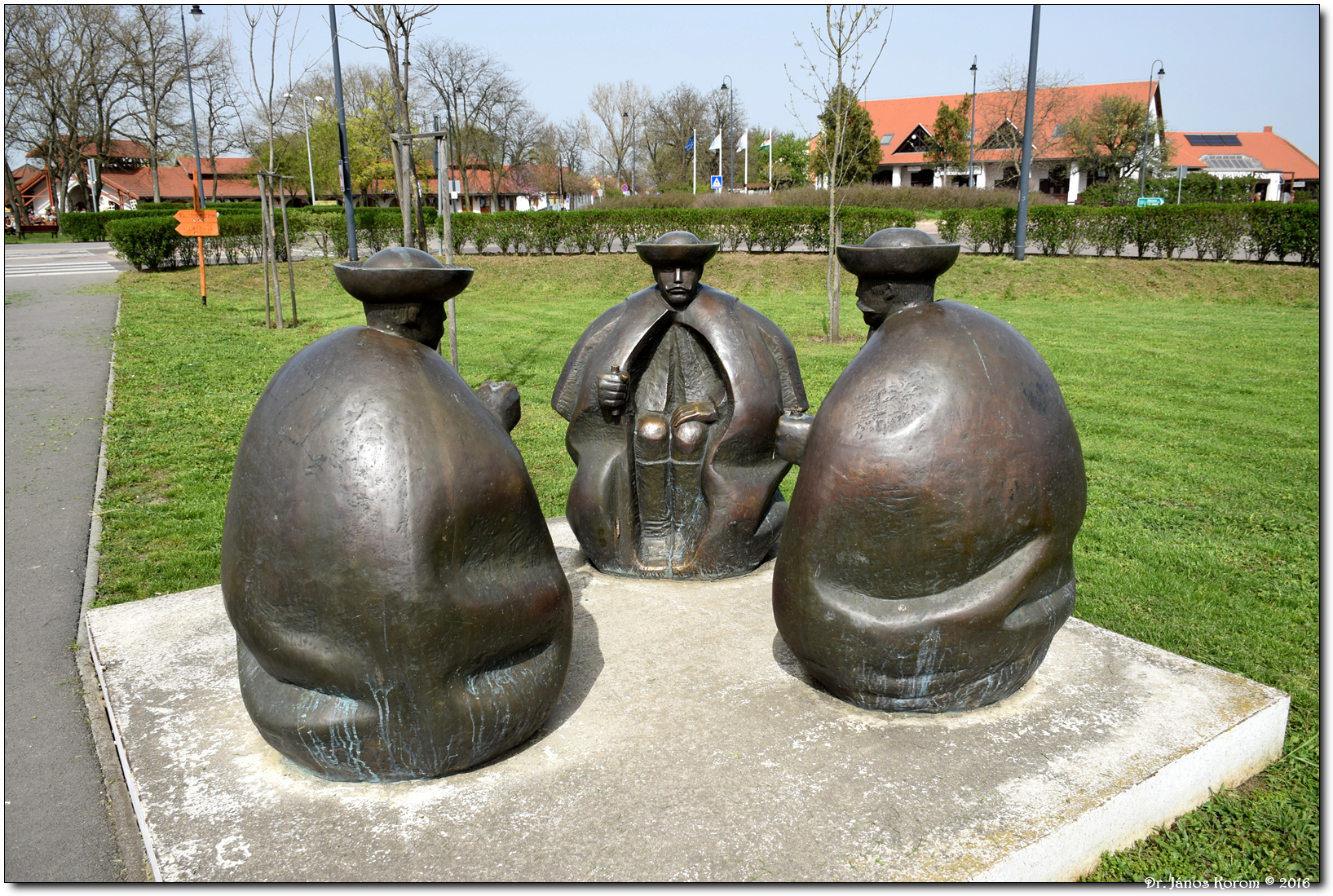
Somogyi Árpád: Juhászok szobra (1983)

Az ember már a fiatalabb kőkorszakban is jelen volt a területen, ezt az itt emelt réz- és bronzkori kunhalmok, kurgánok bizonyítják.
A középkorban alakultak ki az első falvak. A települések az Alföldön keresztülvezető fontos kereskedelmi útvonalak mentén alakultak ki. A XVII. században megjelentek az első csárdák, valamint hidak is a Hortobágy területén. Ezek közül a legismertebb az 1827 és 1833 között épített Kilenclyukú híd.
1846-ban vette kezdetét a Tisza szabályozása, ennek következtében a Hortobágyon vízhiány alakult ki és a szikes területek terjeszkedni kezdtek.
A térségben kiépített utak ma is jobbára elkerülik a tájegységet, vagy csak a peremvidékén húzódnak, mint például a 4-es, 34-es, 35-ös főutak, vagy a Püspökladány–Nádudvar–Nagyhegyes közti 3405-ös út. Lényegében csak a 33-as főút, a Debrecent Balmazújvároson át Tiszacsegével összekötő 3316-os út és a Debrecen–Füzesabony-vasútvonal szeli át a területet, mindhárom kelet-nyugati irányban.

## Külső hivatkozások
- Hortobágyi Madárpark
- Hortobágy Természetvédelmi Egyesület